# 14 мая
14 мая — 134-й день года (135-й в високосные годы) по григорианскому календарю.
До конца года остаётся 231 день.
До 15 октября 1582 года — 14 мая по юлианскому календарю, с 15 октября 1582 года — 14 мая по григорианскому календарю.
В XX и XXI веках соответствует 1 мая по юлианскому календарю.

## Праздники и памятные дни
См. также: Категория:Праздники 14 мая

### Национальные
- Грузия — Тамароба (День памяти царицы Тамары)[2]
- Израиль — День независимости
- Иран — День антитабачной фетвы
- Либерия — День интеграции[3]
- Малави — День Камузу[4]
- Россия — День фрилансеров[5]

### Религиозные
Православие

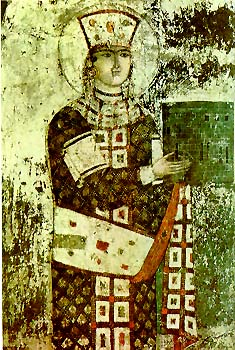
Царица Тамара. Фреска из монастыря Вардзиа

- Память пророка Иеремии (VI в. до н. э.);
- память преподобного Пафнутия Боровского, игумена (1477);
- память священномученика Макария, митрополита Киевского (1497);
- память преподобного Герасима Болдинского (1554);
- память преподобномученика Ваты Персиянина (IV)[8];
- память благоверной Тамары, царицы Грузинской (1213);
- память преподобномучеников Афонских Евфимия (1814), Игнатия (1814) и Акакия (1816);
- память мученицы Нины Кузнецовой (1938);
- празднования в честь икон Божией Матери Царевококшайской (Мироносицкой); Андрониковской и именуемой «Нечаянная Радость».

### Именины
- Католические: Бонифатий, Добеслав, Матвей.
- Православные: Акакий, Вата, Герасим, Ефим, Еремей, Игнат, Макар, Нина, Пафнутий, Тамара.

## События
См. также: Категория:События 14 мая

### До XIX века
- 1027 — Генрих I коронован в качестве соправителя своего отца Роберта II, короля франков[9].
- 1097 — Первый крестовый поход: начало осады Никеи[10].
- 1147 — Конрад и немецкие крестоносцы покидают Регенсбург во время 2-го крестового похода. [источник?]
- 1264 — в битве при Льюисе восставшие английские бароны разгромили и захватили в плен Генриха III.
- 1572 — римским папой становится Григорий XIII (по другим данным, 13 мая[11]).
- 1607 — англичане основали своё первое постоянное поселение в Америке — Джеймстаун.
- 1610 — после убийства короля Франции Генриха IV на трон в возрасте 9 лет вступил Людовик XIII.
- 1643 — после смерти короля Людовика XIII на французский престол в возрасте 5 лет вступил Людовик XIV.
- 1747 — первая битва при мысе Финистерре.
- 1783 — в правление Екатерины II издан указ о закрепощении крестьян в Малороссии.
- 1796 — английский хирург Эдвард Дженнер сделал успешную прививку от оспы восьмилетнему Джеймсу Фиппсу.

### XIX век
- 1804 — экспедиция «Корпуса открытий» выступила из базового лагеря для изучения купленной Луизианы и запада США[12].
- 1833 — в России издан указ, воспрещавший продажу крепостных с публичного торга.
- 1872 — «Культуркампф»: канцлер Германии Отто фон Бисмарк произнёс речь о Каносcе, где раскритиковал Ватикан и политику римских пап[13].
- 1878 — название «вазелин» запатентовано как торговая марка. Это средство изобрёл эмигрировавший в Америку англичанин Роберт Чезбро.
- 1900 — в Париже открылись II Олимпийские игры. В них впервые приняли участие женщины. Первой чемпионкой стала англичанка Шарлотта Купер.

### XX век
- 1906 — открывается движение поездов в Симплонском тоннеле (Альпы). Он соединяет Швейцарию и Италию на высоте 700 м, его длина — 19,8 км.
- 1908 — Уилбур Райт взял на борт первого в мире пассажира аэроплана — Чарльза У. Фэрнаса и совершил полёт на 600 метров, длившийся 28,6 секунды.
- 1909 — начата деятельность общества «Санкт-Петербургский таксомотор».
- 1915 — из Великобритании начата депортация всех лиц, заподозренных в сотрудничестве с неприятельскими государствами.
- 1917 — в Москве открыт I Всероссийский мусульманский съезд. На нём собрались около 800 делегатов, представлявших различные организации и партии от консервативных до радикальных, за исключением примкнувших к большевикам. 446 голосами против 271 съезд высказался за демократическую Российскую Республику на национально-федеративных территориальных началах с национально-культурной автономией для народов, не имеющих определённой территории.
- 1918 — на экраны РСФСР вышел фильм Якова Протазанова «Отец Сергий» с Иваном Мозжухиным в главной роли.
- 1920 — правительство РСФСР признало правительство Дальневосточной республики.
- 1921 — Указом В. И. Ленина созданы Крестьянские комитеты общественной взаимопомощи (Крестпомы)[14].
- 1922 — столица Башкортостана перенесена из Стерлитамака в Уфу.
- 1924 — английская палата лордов приступила к обсуждению предложения ввести в стране экзамены на получение водительских прав.
- 1926 — завершился первый трансарктический перелёт на дирижабле «Норвегия» со Шпицбергена на Аляску через Северный полюс.
- 1927 — образована федерация футбола Мексики.[источник?]
- 1935 — на референдуме приняли первую конституцию Филиппин.
- 1939 — перуанка Лина Медина стала самой юной матерью в истории — в возрасте 5 лет и 7 месяцев.
- 1929 — в Париже открылся Первый международный конгресс по санитарной авиации.
- 1940 — Вторая мировая война: бомбардировка Роттердама.
- 1941 — Вторая мировая война: в Париже немецкими нацистами арестованы 3600 евреев.
- 1943 — Вторая мировая война: японская подводная лодка затопила австралийское госпитальной судно AHS Centaur, более 250 погибших.
- 1948 — провозглашение независимости государства Израиль.
- 1954 — в Гааге государствами, входящими в ООН, принята «Гаагская конвенция о защите культурных ценностей в случае вооружённого конфликта».
- 1955 — СССР, Албания, Болгария, Венгрия, ГДР, Польша, Румыния, Чехословакия подписали в Варшаве Договор о дружбе, сотрудничестве и взаимной помощи (Варшавский договор).
- 1960 — в Париже началась встреча «Большой четвёрки» — глав Великобритании, СССР, США и Франции.
- 1963 — Кувейт становится членом ООН.
- 1968
  - «The Beatles» представили новую компанию звукозаписи Apple Corp.
  - Образована федерация футбола Никарагуа.
- 1970 — катастрофическое землетрясение в Дагестанской АССР.
- 1971 — «Pink Floyd» выпустили сборник ранних синглов Relics.
- 1972 — литовский юноша Роман Каланта совершил в Каунасе самосожжение в знак протеста против оккупации своей страны.
- 1973 — запуск американской орбитальной станции «Скайлэб».
- 1975 — киевское «Динамо» впервые завоевало футбольный Кубок Кубков.
- 1980 — президент Египта Анвар Садат прервал переговоры с Израилем по вопросу о палестинской автономии.
- 1981 — правительство Республики Мальта приняло декларацию о нейтралитете.
- 1986 — М. С. Горбачёв выступил с телеобращением, в котором отрицал серьёзность последствий аварии на Чернобыльской АЭС.
- 1990 — Президент СССР М. С. Горбачёв подписал Указ, объявляющий недействительными декларации о независимости Литвы и Эстонии.
- 1991 — Винни Мандела (Winnie Madikizela-Mandela), жена борца против апартеида Нельсона Манделы, приговорена к шести годам заключения по обвинению в похищении людей.
- 1993
  - Литва, Словения и Эстония становятся членами Совета Европы.
  - Создан экономический союз Содружество Независимых Государств (СНГ).
- 1995 — в Беларуси состоялся первый тур выборов в Верховный Совет Республики и референдум. Одобрены предложения президента Александра Лукашенко о более тесной интеграции с Россией, придании русскому языку статуса государственного наравне с белорусским и об отмене новой государственной символики.
- 1998 — агентство «Ассошиэйтед Пресс» отпраздновало своё 150-летие.

### XXI век
- 2004 — свадьба датского кронпринца Фредерика и австралийки Мэри Дональдсон
- 2006 — после победы на президентских выборах в Республике Гаити Рене Преваля, временный президент Бонифас Александр ушёл в отставку.
- 2008
  - футбольный клуб «Зенит» (Санкт-Петербург) выиграл Кубок УЕФА, в день матча в Манчестере произошла драка между фанатами «Зенита» и «Рейнджерс»
  - первая ракетка мира в одиночном разряде по итогам 2003, 2004, 2006 и 2007 годов Жюстин Энен объявила о прекращении спортивной карьеры.
- 2009 — запущен на орбиту телескоп «Гершель», названный в честь британского астронома Уильяма Гершеля.
- 2022
  - президентом ОАЭ стал наследный принц Мухаммад ибн Заид Аль Нахайян[15].
  - массовое убийство в Буффало.
- 2025
  - Начало протестов в Монголии из-за сообщениях о значительных расходах сына премьер-министра.

## Родились
См. также: Категория:Родившиеся 14 мая

### До XIX века
- 1316 — Карл IV (ум. 1378), германский король, император Священной Римской империи (1347—1378 гг.).
- 1553 — Маргарита де Валуа (ум. 1615), французская принцесса, известная как Королева Марго.
- 1727 — Томас Гейнсборо (ум. 1788), английский живописец, рисовальщик и гравёр.
- 1771 — Роберт Оуэн (ум. 1858), английский философ, педагог и реформатор, социалист-утопист.

### XIX век
- 1815 — князь Александр Барятинский (ум. 1879), российский государственный и военный деятель, генерал-фельдмаршал, генерал-адъютант.
- 1816 — Николай Коровкин (ум. 1876), русский писатель, автор водевилей.
- 1819 — Василий Дашков (ум. 1896), русский этнограф, меценат и коллекционер.
- 1836 — Вильгельм Стейниц (ум. 1900), немецкий шахматист, первый чемпион мира.
- 1868 — Магнус Хиршфельд (ум. 1935), немецкий врач-сексолог, основатель Берлинского института сексуальных наук.
- 1869 — Артур Генри Рострон (ум. 1940), английский капитан компании Cunard Line, командовал лайнером «Карпатия", спасшим выживших пассажиров "Титаника" 15 апреля 1912 года.
- 1871 — Василий Стефаник (ум. 1936), украинский писатель.
- 1872 — Михаил Цвет (ум. 1919), русский ботаник-физиолог, биохимик растений.
- 1875 — Хосе Сантос Чокано (ум. 1934), перуанский дипломат и поэт-модернист.
- 1877 — Шарль Манту (ум. 1947), французский медик, предложивший применять туберкулин внутрикожно с диагностической целью.
- 1880 — Вильгельм Лист (ум. 1971), немецкий фельдмаршал, командующий группой армий «А».
- 1884
  - Клаудиус Дорнье (ум. 1969), немецкий авиаконструктор и промышленник.
  - Самуил Самосуд (ум. 1964), оперный дирижёр, педагог, виолончелист, народный артист СССР.
- 1885 — Отто Клемперер (ум. 1973), немецкий дирижёр и композитор.
- 1888 — Николай Стрельников (ум. 1939), русский советский композитор, музыкальный критик, дирижёр.
- 1893 — Александр Дейч (ум. 1972), русский советский писатель, литературовед, театральный критик, переводчик.
- 1897 — Роберт Бартини (ум. 1974), советский авиаконструктор итальянского происхождения.
- 1900 — Марио Соффичи (ум. 1977), аргентинский кинорежиссёр, сценарист и актёр итальянского происхождения.

### XX век
- 1901 — Роберт Риттер (покончил с собой в 1951), немецкий психолог, теоретик расизма
- 1903 — Билли Дав (наст. имя Берта Бони, ум. 1997), американская актриса, звезда немого кино.
- 1905
  - Николай Тихонов (ум. 1997), председатель Совета министров СССР в 1980—1985 гг.
  - Ари Штернфельд (ум. 1980), советский учёный, один из пионеров современной космонавтики.
- 1909 — Фёдор Полетаев (погиб в 1945), советский солдат, участник итальянского движения Сопротивления, Герой Советского Союза (посмертно).
- 1912 — Овидиу Гологан (ум. 1982), румынский кинооператор.
- 1913 — Всеволод Азаров (ум. 1990), русский советский поэт, публицист, драматург.
- 1914 — Теодор Ойзерман (ум. 2017), советский и российский философ, историк философии.
- 1922 — Франьо Туджман (ум. 1999), хорватский политик и военный деятель, президент Хорватии (1990—1999).
- 1923
  - Мринал Сен (ум. 2018), индийский кинорежиссёр и сценарист.
  - Сурен Шахбазян (ум. 1989), украинский советский кинооператор и режиссёр армянского происхождения.
- 1924
  - Владимир Кузнецов (ум. 2005), советский и российский сценарист и звукорежиссёр.
  - Эдуард Петишка (ум. 1987), чешский поэт, прозаик и переводчик.
- 1928 — Софья Прокофьева (ум. 2025), советская и российская детская писательница, поэтесса, переводчик, драматург, сценаристка.
- 1929
  - Евгений Федосов, советский и российский учёный, специалист в области управления авиатехникой, академик РАН.
  - Зинаида Шарко (ум. 2016), актриса театра и кино, народная артистка РСФСР.
  - Лилия Юдина, актриса театра и кино, народная артистка РСФСР.
- 1930 — Ген Шангин-Березовский (ум. 1992), советский учёный-биолог и бард, автор и исполнитель собственных песен.
- 1931
  - Михаил Агеев (ум. 2005), советский и российский учёный, разработчик подводных аппаратов, академик РАН.
  - Золтан Хусарик (ум. 1981), венгерский график, художник по костюмам, кинорежиссёр.
- 1936 — Бобби Дарин (урожд. Уолден Роберт Кассотто; ум. 1973), американский певец, гитарист и актёр.
- 1938 — Эльжбета Чижевская (ум. 2010), польская и американская актриса театра и кино.
- 1939 — Верушка (урожд. графиня Вера Готлибе Анна фон Лендорф), немецкая модель, киноактриса и сценаристка.
- 1942 — Геннадий Базаров (ум. 2023), советский и киргизский кинорежиссёр и сценарист.
- 1944
  - Франческа Аннис, английская актриса кино и сериалов.
  - Лев Додин, советский и российский театральный режиссёр, народный артист РФ.
  - Джордж Лукас, американский кинорежиссёр, сценарист, продюсер, оператор.
- 1945 — Владислав Ардзинба (ум. 2010), советский и абхазский политик и государственный деятель,  учёный, историк-востоковед, президент Абхазии (1994-2005).
- 1949 — Нелли Ферябникова, советская баскетболистка, двукратная олимпийская чемпионка.
- 1952
  - Дэвид Бирн, американский гитарист и певец, лидер «Talking Heads», лауреат «Грэмми», «Оскара», «Золотого глобуса».
  - Роберт Земекис, американский кинорежиссёр, сценарист и продюсер, лауреат премий «Оскар», «Золотой глобус».
  - Владимир Матецкий, советский и российский композитор-песенник, продюсер, радиоведущий.
- 1959 — Патрик Брюэль (при рожд. Патрик Морис Бангиги), французский певец и киноактёр.
- 1961 — Тим Рот (наст. имя Тимоти Саймон Смит), английский актёр, кинорежиссёр и продюсер.
- 1962 — Дэнни Хьюстон, американский киноактёр и режиссёр.
- 1965 — Сергей Лемох (при рожд. Огурцов), советский и российский музыкант, певец, лидер группы «Кар-мэн».
- 1967 — Виталий Портников, советский и украинский журналист, писатель и публицист, телеведущий.
- 1969 — Кейт Бланшетт, австралийская актриса, лауреат двух «Оскаров», трёх «Золотых глобусов» и др. наград.
- 1970 — Ярослав Бойко, российский актёр театра и кино.
- 1971 — София Коппола, американский кинорежиссёр, сценаристка, актриса, продюсер, обладательница «Оскара».
- 1972
  - Антон Орехъ (наст. имя Андрей Кравченко), российский журналист (радиостанции «Эхо Москвы», «Детское радио»).
  - Татьяна Снежина (наст. фамилия Печёнкина; погибла в 1995), российская поэтесса, композитор и певица.
- 1974 — Анна Михалкова, советская и российская киноактриса, продюсер, телеведущая, старшая дочь Никиты Михалкова.
- 1975 — Святослав Вакарчук, украинский музыкант, певец и автор песен, лидер группы «Океан Ельзи», политик.
- 1978 — Элиза Тогут, итальянская волейболистка, чемпионка мира (2002).
- 1981 — Юлия Шебештьен, венгерская фигуристка, чемпионка Европы (2004).
- 1983 — Глен Велла, мальтийский певец.
- 1984 — Марк Цукерберг, американский программист, основатель и генеральный директор социальной сети Facebook.
- 1993
  - Миранда Косгроув, американская актриса, певица, композитор.
  - Кристина Младенович, французская теннисистка, экс-первая ракетка мира в парном разряде.
- 1994 — Маркиньос (наст. имя Маркос Аоас Корреа), бразильский футболист, олимпийский чемпион (2016).
- 1996 — Мартин Гаррикс (при рожд. Мартейн Герард Гарритсен), нидерландский диджей и музыкальный продюсер.
- 1997 — Рубен Диаш, португальский футболист.
- 1997 — Мануши Чхиллар, Мисс Мира 2017.

### XXI век
- 2001 — Джек Хьюз, американский хоккеист.

## Скончались
См. также: Категория:Умершие 14 мая

### До XIX века
- 1474 — Исидор Ростовский, юродивый, ростовский чудотворец.
- 1542 — Иван Васильевич Шуйский (р. XV в.), наместник московский.
- 1610 — убит Генрих IV Великий (Генрих Наваррский) (р.1553), король Франции.
- 1643 — Людовик XIII Справедливый (р.1601), король Франции (1610-1643).
- 1688 — Антуан Фюретьер (р.1619), французский писатель и лексикограф.
- 1734 — Георг Эрнст Шталь (р.1659), немецкий врач и химик, лейб-медик прусского короля.
- 1761 — Томас Симпсон (р.1710), английский математик.

### XIX век
- 1818 — Мэтью Грегори Льюис (р. 1775), английский романист и поэт.
- 1878 — Окубо Тосимити (р. 1830), японский политик.
- 1899 — Ларс Фредрик Нильсон (р. 1840), шведский химик.
- 1900 — Сергей Корсаков (р. 1854), русский психиатр, создатель московской школы психиатрии.

### XX век
- 1904 — Фёдор Бредихин (р.1831), русский астроном, академик.
- 1912 — Август Стриндберг (р.1849), шведский писатель.
- 1916 — Генри Хайнц (р.1844), германо-американский бизнесмен.
- 1925 — Генри Хаггард (р.1856), английский писатель.
- 1926 — Адольф Бергман (р.1879), шведский полицейский и спортсмен (перетягиватель каната), олимпийский чемпион (1912).
- 1931 — Дэвид Беласко (р.1853), американский драматург и режиссёр.
- 1935 — Магнус Хиршфельд (р.1868), немецкий врач, основатель Берлинского института сексуальных наук.
- 1940 — Эмма Гольдман (р.1869), американская анархистка российского происхождения.
- 1943 — Анри Лафонтен (р.1854), бельгийский политический деятель, лауреат Нобелевской премии мира (1913).
- 1953 — Тамара Абакелия (р.1905), грузинская художница.
- 1954 — Гейнц Вильгельм Гудериан (р.1888), немецкий военачальник, создатель немецких бронетанковых войск.
- 1969 — Фредерик Лейн (р.1880), британский пловец, двукратный чемпион летних Олимпийских игр 1900.
- 1970 — Фриц Перлз (р.1893), основатель гештальттерапии.
- 1972 — Александр Корнейчук (р.1905), советский драматург, государственный деятель.
- 1974 — Якоб Леви Морено (р.1889), румынский, австрийский и американский психиатр, психолог и социолог.
- 1976 — Кит Релф (р.1943), английский рок-музыкант, исполнитель на губной гармонике, член группы «The Yardbirds».
- 1978 — Уильям Лир (р.1902), американский инженер-самоучка, основавший авиакомпанию по производству самолётов бизнес-класса для частных лиц.
- 1980 — Хью Гриффит (р.1912), английский актёр.
- 1983 — Фёдор Абрамов (р.1920), русский советский писатель, литературовед, публицист, представитель «деревенской прозы».
- 1987 
  - Елизавета Зарубина (р.1900), советская разведчица, подполковник госбезопасности (1943).
  - Рита Хейворт (р.1918), американская актриса и танцовщица.
- 1991 — Аладар Геревич (р.1910), венгерский фехтовальщик, 7-кратный олимпийский чемпион.
- 1995 — Кристиан Бемер Анфинсен (р.1916), американский биохимик, лауреат Нобелевской премии.
- 1997 — Лори Ли (р.1922), английский писатель.
- 1998 — Фрэнк Синатра (р.1915), американский певец, актёр и шоумен.
- 2000 — Ирбек Кантемиров (р.1928), артист цирка, наездник, дрессировщик лошадей, народный артист СССР.

### XXI век
- 2001 — Мауро Болоньини (р. 1922), итальянский режиссёр.
- 2003
  - Геннадий Никонов (р. 1950), советский и российский оружейный конструктор, создатель автомата АН-94 «Абакан».
  - Уэнди Хиллер (р. 1912), английская актриса, обладательница премии «Оскар».
- 2006 — Роберт Брюс Меррифилд (р. 1921), американский биохимик, лауреат Нобелевской премии (1984).
- 2008 — Юрий Рытхэу (р. 1930), советский чукотский писатель.
- 2015 
  - Би Би Кинг (р.1925), американский гитарист, певец, автор песен, «король блюза».
  - Геннадий Меркулов (р. 1940), глава администрации Рязанской области (1994-1996).
- 2017 — Пауэрс Бут (р. 1948), американский актёр.
- 2022 — Ренат Ибрагимов (р. 1947), советский и российский певец, актёр, народный артист РСФСР.
- 2024 — Байба Индриксоне (р. 1932), советская и латвийская актриса.

## Приметы
Еремей-Запрягальник. Яремник.
- Еремей, Еремей, про посевы разумей!
- На Еремея по ранней росе иди на посев.
- На Еремея и ленивая соха в поле выезжает.
- Если на Еремея непогода — к суровой холодной зиме[16].
- Сей неделю после Егорья да на другую после Еремея.
- Раннее яровое сей, когда сольёт вода, а позднее, когда цвет калины будет в кругу.
- Если еловые почки распускаются рано и скоро, не должно медлить с посевом; в противном же случае — не спешить.
- На Еремея не полагалось давать взаймы ни хлеба, ни зёрна — плохой урожай будет…